# Powiat kwidzyński

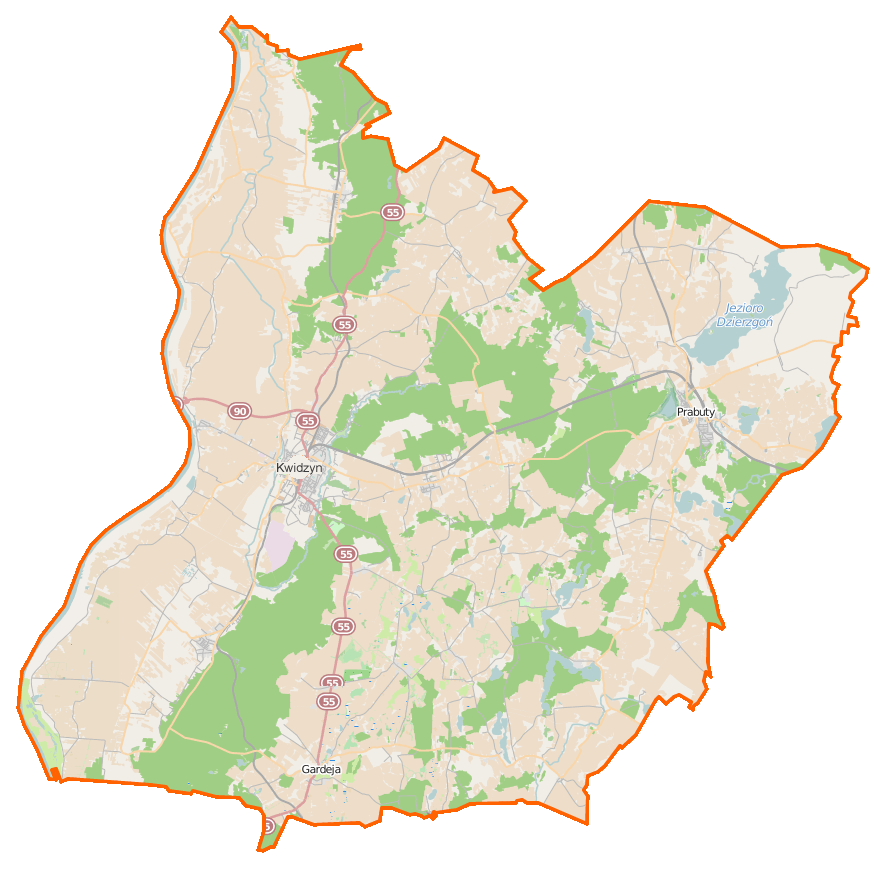
Mapa powiatu

Powiat kwidzyński – powiat w Polsce (województwo pomorskie) utworzony w 1999 w ramach reformy administracyjnej. Jego siedzibą jest miasto Kwidzyn.
Według danych z 31 grudnia 2019 roku powiat zamieszkiwały 83 174 osoby. Natomiast według danych z 30 czerwca 2020 roku powiat zamieszkiwało 83 028 osób.

## Miasta i gminy w powiecie
W skład powiatu wchodzą:
- gminy miejskie: Kwidzyn
- gminy miejsko-wiejskie: Prabuty
- gminy wiejskie: Gardeja, Kwidzyn, Ryjewo, Sadlinki

## Geografia
Według regionalizacji fizycznogeograficznej J. Kondrackiego powiat kwidzyński znajduje się w całości na obszarze podprowincji Pojezierza Południowobałtyckie (314.), wchodzącej w skład prowincji Nizina Środkowoeuropejska (31). Terytorium powiatu obejmuje wschodni fragment mezoregionu Dolina Kwidzyńska (314.81), będącego częścią makroregionu Dolina Dolnej Wisły (314.8), oraz zachodni fragment makroregionu Pojezierze Iławskie (314.9).
Współrzędne geograficzne skrajnych punktów powiatu są następujące:
| na północy                 | 55' N    |
| na południu                | 35' N    |
| rozciągłość południkowa    | 20'      |
| na zachodzie               | 18°44' E |
| na wschodzie               | 19°19' E |
| rozciągłość równoleżnikowa | 35'      |

Na północy powiat kwidzyński sąsiaduje z powiatem sztumskim, na zachodzie wzdłuż głównego nurtu Wisły – z powiatem tczewskim oraz należącym do województwa kujawsko-pomorskiego powiatem świeckim, na południu – z powiatem grudziądzkim (województwo kujawsko-pomorskie), na wschodzie zaś z powiatem iławskim (warmińsko-mazurskie).

## Demografia

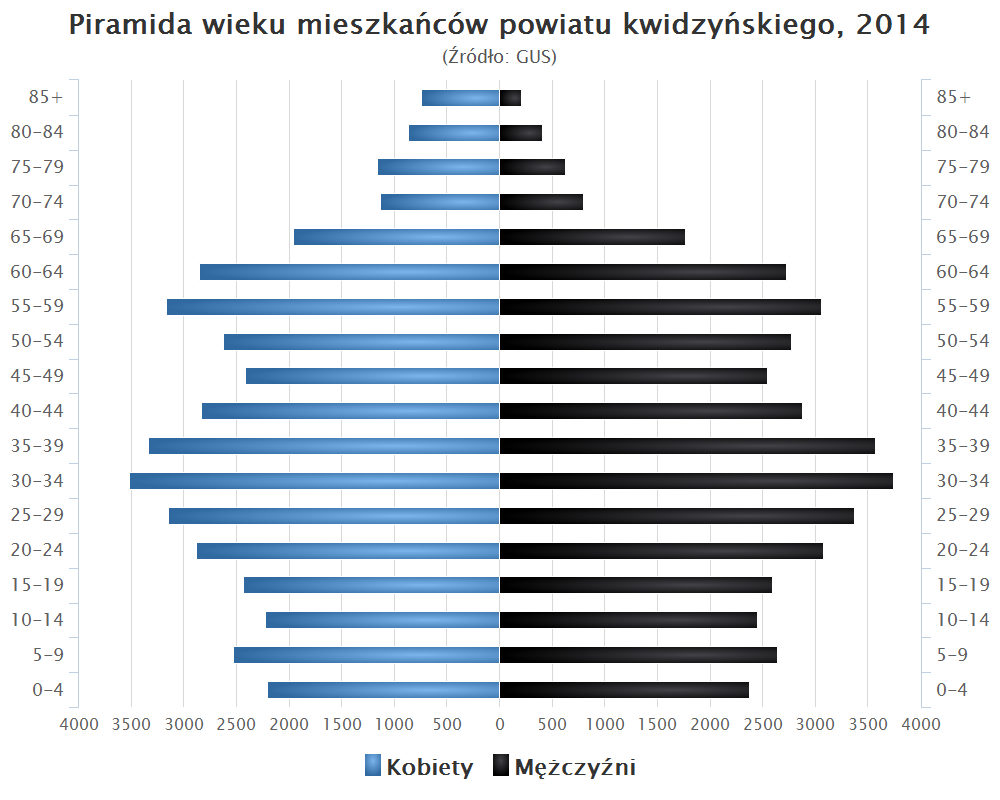
Piramida wieku mieszkańców powiatu kwidzyńskiego w 2014 roku

Liczba ludności (dane z 30 czerwca 2013):
|        | Ogółem | Ogółem | Kobiety | Kobiety | Mężczyźni | Mężczyźni |
| osób   | %      | osób   | %       | osób    | %         |           |
| ------ | ------ | ------ | ------- | ------- | --------- | --------- |
| Ogółem | 83 716 | 100    | 42 151  | 50,35   | 41 565    | 49,65     |
| Miasto | 47 732 | 57,02  | 24 527  | 29,30   | 23 205    | 27,72     |
| Wieś   | 35 984 | 42,98  | 17 624  | 21,05   | 18 360    | 21,93     |

▶Wieś vs ▶miasto
Ogółem (▶k, ▶m)
Miasto (▶k, ▶m)
Wieś (▶k, ▶m)
|      | \| Lata \| Ludność[7] (stan na 31 grudnia) \| \| ---- \| ------------------------------- \| \| 1999 \| 78 914 \| \| 2000 \| 79 366 \| \| 2001 \| 79 681 \| \| 2002 \| 79 909 \| \| 2003 \| 80 273 \| \| 2004 \| 80 657 \| \| 2005 \| 80 742 \| \| 2006 \| 80 898 \| \| 2007 \| 81 172 \| \| 2008 \| 81 433 \| \| 2009 \| 81 848 \| \| 2010 \| 82 042 \| \| 2011 \| 83 734 \| \| 2012 \| 83 783 \| |
| Lata | Ludność (stan na 31 grudnia) |
| 1999 | 78 914 |
| 2000 | 79 366 |
| 2001 | 79 681 |
| 2002 | 79 909 |
| 2003 | 80 273 |
| 2004 | 80 657 |
| 2005 | 80 742 |
| 2006 | 80 898 |
| 2007 | 81 172 |
| 2008 | 81 433 |
| 2009 | 81 848 |
| 2010 | 82 042 |
| 2011 | 83 734 |
| 2012 | 83 783 |

## Władze samorządowe

### Starostowie
- Leszek Czarnobaj 1999–2006
- Jerzy Godzik 2006–2024
- Tomasz Frejnagiel[8] 2024–

### Rada Powiatu
| Ugrupowanie                               | 2002-2006  | 2006-2010 | 2010-2014 | 2014-2018  | 2018-2024  | 2024- |
| ----------------------------------------- | ---------- | --------- | --------- | ---------- | ---------- | ----- |
| Sojusz Lewicy Demokratycznej              | 9 (SLD-UP) | –         | 6         | 6 (SLD LR) | 6 (SLD LR) | –     |
| Obywatelskie Porozumienie Samorządowe     | 10         | 5         | –         | 7          | –          | –     |
| Kwidzyńska Liga Samorządowa               | 2          | –         | –         | –          | –          | –     |
| Prawo i Sprawiedliwość                    | –          | 5         | 5         | 5          | 5          | 6     |
| Platforma Obywatelska                     | –          | 5         | 10        | –          | –          | –     |
| Samoobrona                                | –          | 3         | –         | –          | –          | –     |
| Powiślański Komitet Wyborczy              | –          | 3         | –         | –          | –          | –     |
| Polskie Stronnictwo Ludowe                | –          | –         | –         | 3          | –          | –     |
| Powiślańska Koalicja Obywateli            | –          | –         | –         | –          | 8          | 8     |
| Lewica                                    | –          | –         | –         | –          | –          | 2     |
| Trzecia droga PSL-PL 2050 Szymona Hołowni | –          | –         | –         | –          | –          | 2     |
| Kwidzyniacy                               | –          | –         | –         | –          | –          | 1     |
| Łączna liczba mandatów:                   | 21         | 21        | 21        | 21         | 19         | 19    |

## Sąsiednie powiaty
- pomorskie: powiat tczewski, powiat sztumski
- warmińsko-mazurskie: powiat iławski
- kujawsko-pomorskie: powiat grudziądzki, powiat świecki